# Anneville-Ambourville
Pour les articles homonymes, voir Anneville.
Anneville-Ambourville est une commune française située dans le département de la Seine-Maritime en région Normandie.

## Géographie

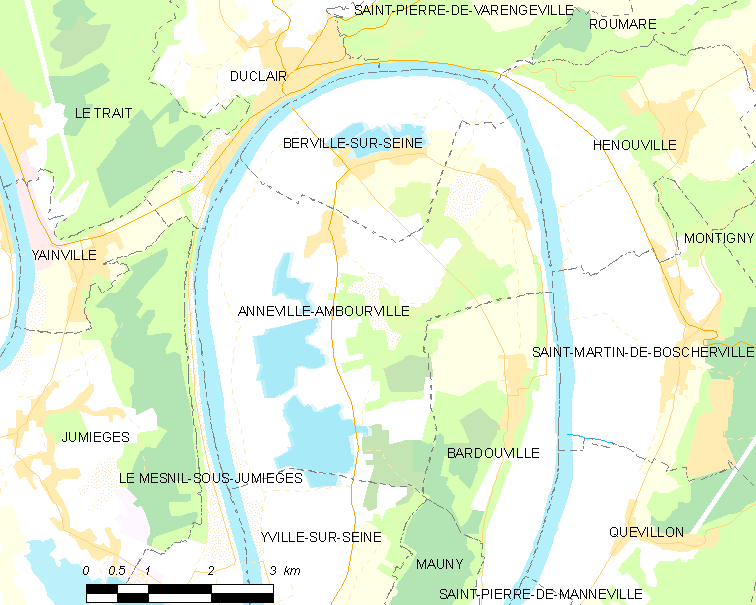
Carte de la commune.

### Localisation
Commune du Roumois située dans le canton de Barentin, dans un méandre de la Seine.

### Communes limitrophes
| Duclair                 | Berville-sur-Seine           |                              |
| Le Mesnil-sous-Jumièges | Anneville-Ambourville        | Hénouville                   |
|                         | Yville-sur-Seine Bardouville | Saint-Martin-de-Boscherville |

### Hydrographie
La commune est située dans le bassin Seine-Normandie. Elle est drainée par la Seine, le fossé 01 de la Commune de Anneville-Ambourville, le fossé 01 de la Commune de Berville-sur-Seine, le fossé 02 de la Commune de Anneville-Ambourville, le fossé 04 de la Commune de Anneville-Ambourville, le fossé 05 de la Commune de Anneville-Ambourville, le fossé 08 de la Commune de Anneville-Ambourville, le fossé 11 de la Commune de Anneville-Ambourville et le fossé 12 de la Commune de Anneville-Ambourville,.
La Seine, qui prend sa source à Source-Seine, en Côte-d'Or, sur le plateau de Langres, traverse le département avec de larges méandres sur son flanc sud et se jette dans la Manche entre Le Havre et Honfleur. 
Divers plans d'eau complètent le réseau hydrographique : la gravière 1 des Nouettes (64,14 ha), la gravière 1 du le marais du Pâtis (0,99 ha), la gravière 2 de la GrÅ¡ve (10,69 ha), la gravière 2 des Nouettes (1,07 ha), la gravière 2 du le marais du Pâtis (13,49 ha), la gravière 3 de la Rue Cabours (15,17 ha), la gravière 3 des Nouettes (28,97 ha), la gravière des Anguilles (15,66 ha), la sablière 1 de la Longue Fosse (0,99 ha), la sablière 1 du le marais Brésil (2,8 ha), la sablière 2 du le marais Brésil, d'une superficie totale de 74,6 ha (55,17 ha sur la commune), la sablière de la Grève (32,62 ha), la sablière de la Prairie du Brésil (4,44 ha) et la sablière des Planquettes, d'une superficie totale de 47,7 ha (0,04 ha sur la commune),.

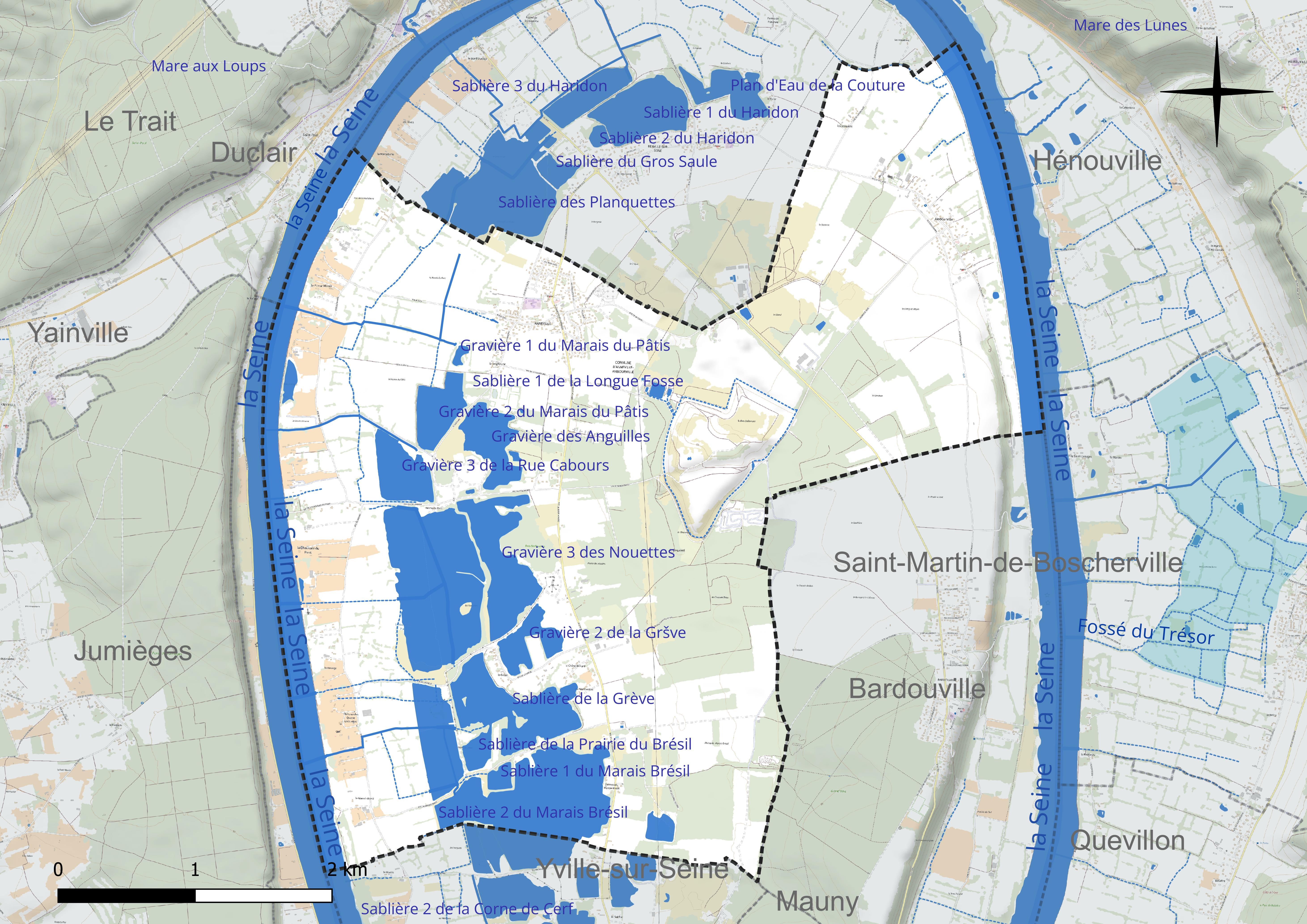
Réseau hydrographique d'Anneville-Ambourville.

### Climat
Pour des articles plus généraux, voir Climat de la Normandie et Climat de la Seine-Maritime.
En 2010, le climat de la commune est de type climat océanique altéré, selon une étude du CNRS s'appuyant sur une série de données couvrant la période 1971-2000. En 2020, Météo-France publie une typologie des climats de la France métropolitaine dans laquelle la commune est exposée à un climat océanique et est dans la région climatique Côtes de la Manche orientale, caractérisée par un faible ensoleillement (1 550 h/an) ; forte humidité de l’air (plus de 20 h/jour avec humidité relative > 80 % en hiver), vents forts fréquents. Parallèlement le GIEC normand, un groupe régional d’experts sur le climat, différencie quant à lui, dans une étude de 2020, trois grands types de climats pour la région Normandie, nuancés à une échelle plus fine par les facteurs géographiques locaux. La commune est, selon ce zonage, exposée à un « climat contrasté des collines », correspondant au Pays d’Auge, Lieuvin et Roumois, moins directement soumis aux flux océaniques et connaissant toutefois des précipitations assez marquées en raison des reliefs collinaires qui favorisent leur formation.
Pour la période 1971-2000, la température annuelle moyenne est de 10,9 °C, avec une amplitude thermique annuelle de 12,9 °C. Le cumul annuel moyen de précipitations est de 829 mm, avec 12,4 jours de précipitations en janvier et 8,5 jours en juillet. Pour la période 1991-2020, la température moyenne annuelle observée sur la station météorologique la plus proche, située sur la commune de Jumièges à 6 km à vol d'oiseau, est de 12,2 °C et le cumul annuel moyen de précipitations est de 843,5 mm,. Pour l'avenir, les paramètres climatiques de la commune estimés pour 2050 selon différents scénarios d’émission de gaz à effet de serre sont consultables sur un site dédié publié par Météo-France en novembre 2022.

### Milieux naturels et biodiversité
La commune fait partie du parc naturel régional des Boucles de la Seine normande.

## Urbanisme

### Typologie
Au 1er janvier 2024, Anneville-Ambourville est catégorisée commune rurale à habitat dispersé, selon la nouvelle grille communale de densité à sept niveaux définie par l'Insee en 2022.
Elle est située hors unité urbaine. Par ailleurs la commune fait partie de l'aire d'attraction de Rouen, dont elle est une commune de la couronne,. Cette aire, qui regroupe 317 communes, est catégorisée dans les aires de 200 000 à moins de 700 000 habitants,.

### Occupation des sols
L'occupation des sols de la commune, telle qu'elle ressort de la base de données européenne d’occupation biophysique des sols Corine Land Cover (CLC), est marquée par l'importance des territoires agricoles (49,2 % en 2018), en diminution par rapport à 1990 (55,2 %). La répartition détaillée en 2018 est la suivante : 
zones agricoles hétérogènes (24,3 %), eaux continentales (19,3 %), prairies (17,9 %), milieux à végétation arbustive et/ou herbacée (12,5 %), forêts (10,3 %), terres arables (7 %), mines, décharges et chantiers (5,6 %), zones urbanisées (3 %). L'évolution de l’occupation des sols de la commune et de ses infrastructures peut être observée sur les différentes représentations cartographiques du territoire : la carte de Cassini (XVIIIe siècle), la carte d'état-major (1820-1866) et les cartes ou photos aériennes de l'IGN pour la période actuelle (1950 à aujourd'hui).

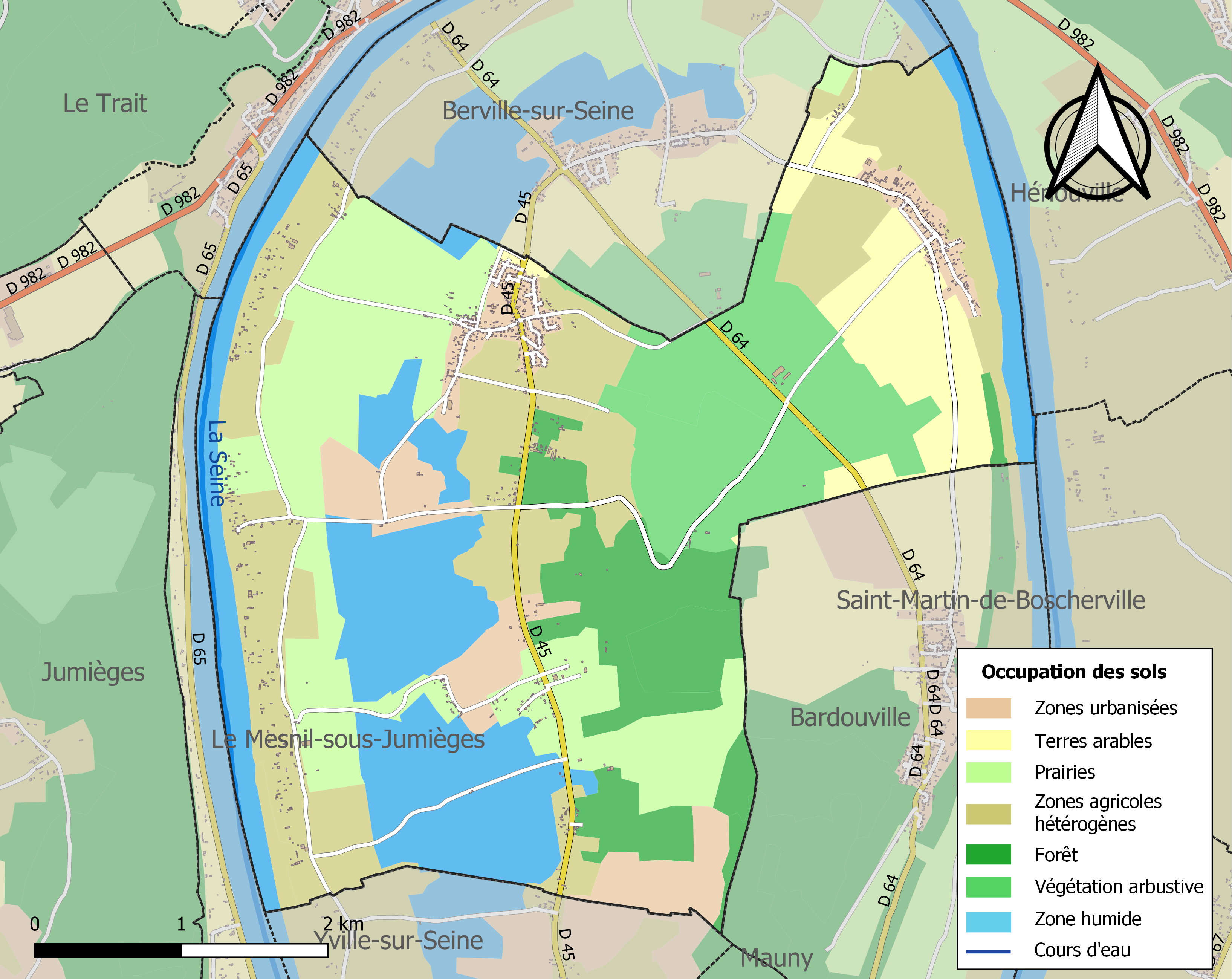
Carte des infrastructures et de l'occupation des sols de la commune en 2018 (CLC).

### Voies de communication et transports
Les ponts les plus proches permettant de traverser la Seine sont le pont de Brotonne à Caudebec-en-Caux et le pont Gustave-Flaubert à Rouen.
Les bacs les plus proches sont ceux de Berville-sur-Seine, Yville-sur-Seine et de La Bouille.

## Toponymie
Il s'agit de deux formation toponymiques médiévales en -ville (Terme issu du gallo-roman VILLA « grand domaine rural »). 
- Anneville est une mentionné sous les formes Terra que Anslecvilla vocatur (Adigard des Gautries 1956 p. 127 — Fauroux 316) ou Anslecvilla dès 1057[23].

Le toponyme signifie « le domaine rural d'ÁslæikR », nom d'homme norrois, comme tous les Anneville de Normandie, et qui s'est perpétué jusqu'à la fin du Moyen Âge dans le patronyme normand Anlec.  
- Ambourville est une mentionné sous les formes Auborvilla en 1122 ; Otburvilla au XIIe siècle[24]. Il signifie le « domaine rural d’Audburgis », nom de femme germanique[24] ou « d’Alburgis », de même origine[25],[26].

Le même nom de personne est contenu dans Ambrumesnil (Seine-Maritime, Aubrumesnil 1264). La présence d'un nom de femme en composition dans un nom de domaine est rare et ne se retrouve, en principe, que dans des noms de propriétés mérovingiennes et carolingiennes. Le nom de famille Aubourg est issu de cet ancien prénom et est, en 2009, encore principalement attesté dans le département de la Seine-Maritime, en outre, il existe un nom de personne scandinave féminin équivalent, à savoir Auðbjǫrg, dont la forme en vieux suédois est Ödborg qui a pu se superposer au précédent et expliquerait la fréquence de cet ancien matronyme centré sur la Normandie. L'attraction du nom de personne Ambert pour expliquer le passage de Au- [o] à Am- ne se justifie pas puisqu'il correspond à une particularité phonétique du dialecte normand, en outre, le nom Ambert n'est pas historiquement attesté dans la région.
La réunion des deux communes ne date que de 1975.

## Histoire
Le seigneur Pigache, qui possédait un fief dans ce village, suivit Guillaume le Conquérant dans son expédition, combattit à bataille d'Hastings et reçut des biens en Angleterre.
Le 30 janvier 1938, le clocher de l'église d'Anneville-sur-Seine est détruit par un incendie provoqué par la foudre.
La commune est constituée par la fusion, en 1975, d'Anneville-sur-Seine et d'Ambourville.
La commune a accueilli le 22 décembre 1991 le prologue du Rallye Dakar 1992.
En 1992 a lieu l'affaire Kaas.

## Politique et administration
| Période                                  | Période                    | Identité        | Étiquette | Qualité                        |
| ---------------------------------------- | -------------------------- | --------------- | --------- | ------------------------------ |
| Les données manquantes sont à compléter. |                            |                 |           |                                |
| 1991                                     |                            | Jacques Gibouin |           |                                |
| mars 2001                                | mars 2014                  | Henri Gabrielli | SE        | Retraité                       |
| mars 2014                                | En cours (au 11 août 2020) | Éric Lefebvre   | SE        | Réélu pour le mandat 2020-2026 |

### Maires d'Anneville-sur-Seine jusqu'en 1975
| Période                                  | Période | Identité        | Étiquette | Qualité |
| ---------------------------------------- | ------- | --------------- | --------- | ------- |
| Les données manquantes sont à compléter. |         |                 |           |         |
| 1852                                     | 1860    | Charles Mauger  |           |         |
| 1860                                     |         | Hulin           |           |         |
| 1874                                     |         | Jacques Renault |           |         |
| 1902                                     |         | Pigache         |           |         |
| 1919                                     |         | Jacques Darcel  |           |         |
| 1933                                     | 1938    | Jacques Darcel  |           |         |
| 1967                                     |         | Gibouin         |           |         |

### Maires d'Ambourville jusqu'en 1975
| Période                                  | Période | Identité               | Étiquette | Qualité |
| ---------------------------------------- | ------- | ---------------------- | --------- | ------- |
| Les données manquantes sont à compléter. |         |                        |           |         |
| 1852                                     |         | Ferdinand Masson       |           |         |
| 1860                                     |         | de Longthuit           |           |         |
| 1874                                     | 1887    | Jean-Baptiste Deshayes |           |         |
| 1902                                     |         | Bernard                |           |         |
| 1933                                     | 1934    | Lesage                 |           |         |
| 1935                                     | 1938    | J. Quesne              |           |         |
| 1967                                     |         | Clépoint               |           |         |

## Population et société

### Démographie
L'évolution du nombre d'habitants est connue à travers les recensements de la population effectués dans la commune depuis 1793. Pour les communes de moins de 10 000 habitants, une enquête de recensement portant sur toute la population est réalisée tous les cinq ans, les populations de référence des années intermédiaires étant quant à elles estimées par interpolation ou extrapolation. Pour la commune, le premier recensement exhaustif entrant dans le cadre du nouveau dispositif a été réalisé en 2007.

En 2022, la commune comptait 1 161 habitants, en évolution de −3,01 % par rapport à 2016 (Seine-Maritime : +0,35 %, France hors Mayotte : +2,11 %).
| 1793 | 1800 | 1806 | 1821 | 1831 | 1836 | 1841 | 1846 | 1851 |
| ---- | ---- | ---- | ---- | ---- | ---- | ---- | ---- | ---- |
| 540  | 560  | 560  | 510  | 542  | 563  | 585  | 594  | 584  |

| 1856 | 1861 | 1866 | 1872 | 1876 | 1881 | 1886 | 1891 | 1896 |
| ---- | ---- | ---- | ---- | ---- | ---- | ---- | ---- | ---- |
| 545  | 555  | 534  | 517  | 490  | 461  | 462  | 474  | 494  |

| 1901 | 1906 | 1911 | 1921 | 1926 | 1931 | 1936 | 1946 | 1954 |
| ---- | ---- | ---- | ---- | ---- | ---- | ---- | ---- | ---- |
| 435  | 445  | 409  | 406  | 407  | 416  | 413  | 420  | 455  |

| 1962 | 1968 | 1975 | 1982 | 1990 | 1999 | 2006  | 2007  | 2012  |
| ---- | ---- | ---- | ---- | ---- | ---- | ----- | ----- | ----- |
| 456  | 494  | 765  | 832  | 986  | 946  | 1 139 | 1 166 | 1 212 |

| 2017  | 2022  | - | - | - | - | - | - | - |
| ----- | ----- | - | - | - | - | - | - | - |
| 1 190 | 1 161 | - | - | - | - | - | - | - |

### Manifestations culturelles et festivités
- Fête patronale Saint-Côme-Saint-Damien le 3e dimanche de septembre à Ambourville.
- Fête patronale de la Saint-Jean le 3e dimanche de juin à Anneville.

### Sports et loisirs
- Club de voile.
- Piste de karting. C’est sur ce circuit qu’a débuté Pierre Gasly en 2002.

### Cultes
Anneville-Ambourville appartient à la paroisse catholique Saint-Philibert de Duclair – Boucles de Seine qui fait partie du doyenné Rouen-Ouest de l'archidiocèse de Rouen.

## Économie
- Carrières d'extraction de granulats alluvionnaires.

## Culture locale et patrimoine

### Lieux et monuments
- Manoir des Templiers, à Ambourville, composé d'un logis élevé au XIIIe siècle sur deux niveaux tout en pierre, couvert en ardoise. Au XVe siècle, Louis Malet de Graville, grand amiral de France, dont la famille tenait la seigneurie depuis le XIVe siècle, mena une importante campagne de travaux. Une tourelle abritant un escalier en colimaçon fut ajoutée au milieu de la façade d'arrivée, en même temps que le corps de logis était remanié. Sur le côté, il fit construire  une vaste grange[35]. À l'amiral de Graville, succéda à Anneville-Ambourville sa fille Anne Malet de Graville, mariée avec Pierre de Balsac[36], dont l'écusson sculpté à l'entrée de la tour de l'escalier porte les armoiries. Leur fils Thomas de Balsac leur succède à Ambourville, puis son fils Robert de Balsac, gentilhomme de la chambre du Roi, qui fait bâtir, à la fin du XVIe siècle, le grand colombier sur le côté du manoir. Inhumé dans l'église d'Ambourville, Robert de Balsac a pour successeur sa nièce Anne, fille de Jean de Balsac, mariée en 1595 avec François de L'Isle Marivaux (frère de Claude de L'Isle Marivaux). La famille de L'Isle Marivaux conserve la seigneurie d'Ambourville jusqu'à sa vente en 1775 à  Pierre Robert du Fay. La fille de celui-ci, Geneviève Julie Angélique du Faÿ épouse en 1799 Alexandre Emmanuel Le Filleul de Longthuit. Leur fils Henri Raoul Le Filleul de Longthuit leur succède à Ambourville, puis sa fille Rose Octavie Le Filleul de Longthuit, mariée avec Gabriel Arsène Quenault de La Groudière[37]. En 1922, le château des Templiers est converti en colonie de vacances[38].
- Manoir de la Cheminée Tournante[39], édifié en bord de Seine au XVIIe siècle, composé d'un logis bas avec fronton triangulaire, auquel sont accolés deux pavillons plus élevés, prolongés par deux ailes plus basses. Cet édifice et ses dépendances sont inscrits au titre des Monuments historiques depuis un arrêté du 4 décembre 1991.
- Église Notre-Dame-de-l'Assomption d'Anneville[40].
- Église Saint-Rémi d'Ambourville.
- Chapelle Notre-Dame-de-Bon-Port[41], de 1662.

### Personnalités liées à la commune
- Alfred Darcel.
- Mgr Daniel-Auguste Lemonnier, évêque auxiliaire de Rouen.

### Héraldique
| Armes de Anneville-Ambourville | Les armes de la commune de Anneville-Ambourville se blasonnent ainsi : De gueules à la bande ondée d'argent accompagnée de deux annelets d'or, au franc-canton cousu d'azur chargé d'une hache aussi d'argent. |